# アッシリア学

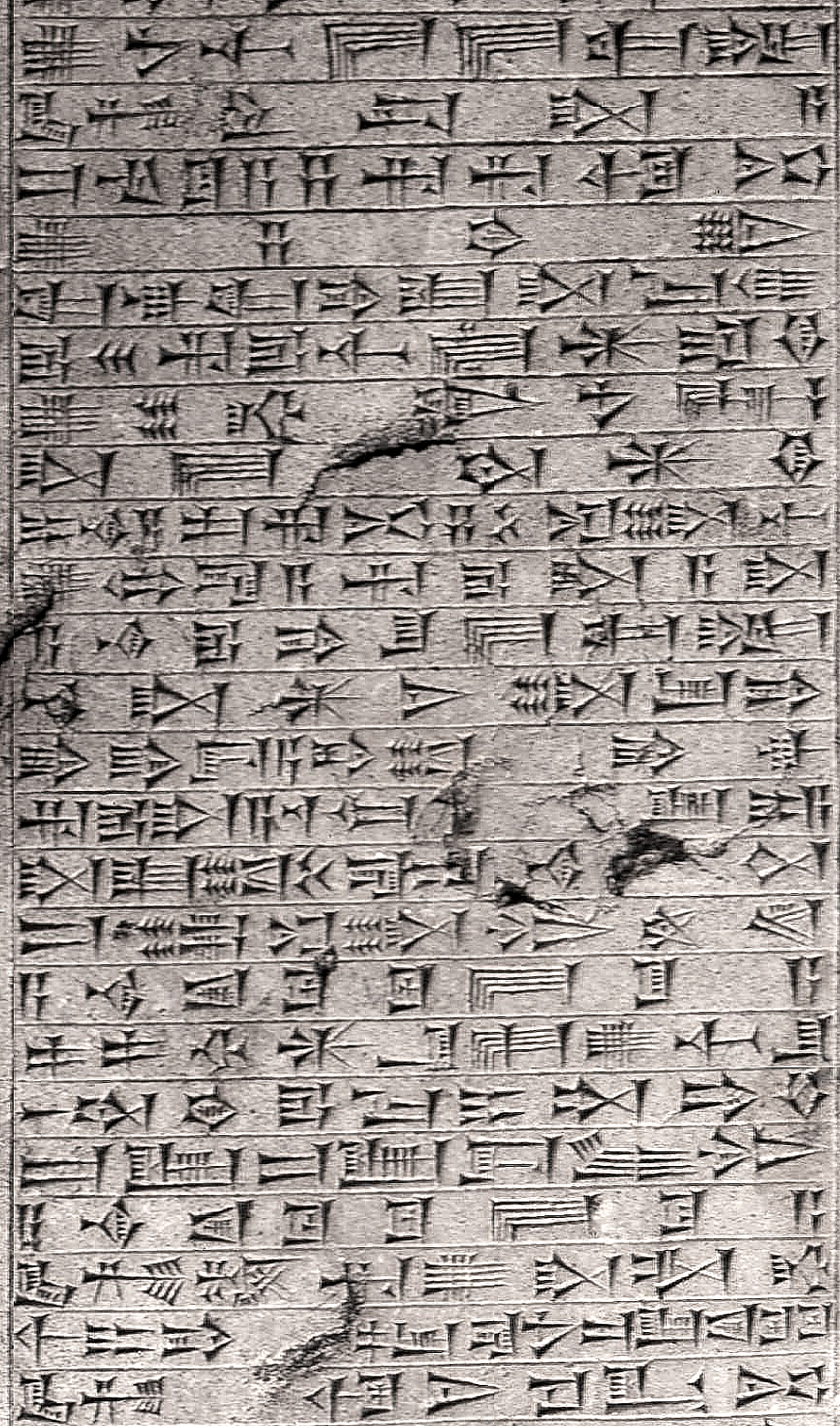
大英博物館所蔵の楔形文字粘土板

アッシリア学（アッシリアがく、英: Assyriology / 仏: Assyriologie）は、古代オリエントで使用された楔形文字そのものと、これを用いた諸民族の言語・歴史・文化（政治・社会・経済・法律・宗教・芸術・文学など）を研究する学問である。古代学・考古学・東洋学の一分野をなし、エジプト学とともに（古代）オリエント学の中心である。

## 概要
アッシリア学の中心的な課題は、古代オリエントで発見される膨大な楔形文字資料の解読、およびその文献学的研究である。楔形文字を使用した民族はシュメール人・アッカド人・アムル人・アッシリア人・カッシート人・ミタンニ人・ヒッタイト人・ウラルトゥ人・エラム人・フルリ人・（古代）ペルシア人（アケメネス朝時代）・ウガリット人など、古代西アジアの全域に及ぶが、この学問が「アッシリア学」と名付けられたのは、古代メソポタミアの遺跡発掘で最初に知られたのが、アッシリアとアッシリア語であり、当初はこれらの研究が中心であったことによる。

### 隣接諸学との関係
アッシリア学は古代オリエントの歴史・文化を研究するという点でエジプト学と共通するが、欧米諸国のアカデミズムにおいては、ヒエログリフ文献を扱うエジプト学とは全く別の分野とみなされている。しかし日本ではアッシリア学という名称・概念はほとんど知られておらず、エジプト学とあわせた古代オリエント学として大まかにまとめられることが多い。
これとは逆に、イラン（ペルシア）の歴史・文化全般を研究するイラン学は、基本的にはアッシリア学と別の分野であるが、少なくとも楔形文字で表記された古代ペルシア語資料の文献学的研究に関しては、イラン学の一部であると同時にアッシリア学の一部門ともみなされている。実際古代ペルシア語の知識は、アッシリア学の基礎の1つとなった。

## 歴史

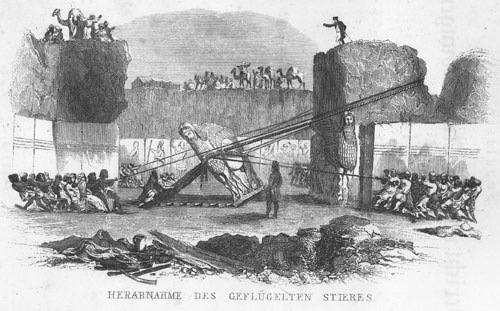
レヤードの著書によるニネヴェでの発掘作業

アッシリア学は19世紀半ばのボッタ（仏）によるニネヴェ発掘、レヤード（英）によるニムルド発掘などにより考古学的調査が始まり、1849年にはレヤードによってアッシュールバニパル王の王宮附属図書館（書庫）と22,000の粘土板が発掘され、大英博物館へ移管された。これらの文字資料をもとに、ローリンソン、ヒンクス、オッペールらにより古代ペルシア語・バビロニア語の解読が進展、1857年にイギリス王立アジア協会が前記の3名およびタルボットにアッシリア語碑文を別々に解読させ、この結果が一致したことが確認されて、アッシリア学の成立が公式に宣言された。1884年にはフランスおよびドイツで専門誌『アッシリア学誌』・『楔形文字研究誌』（のち仏と同じ『アッシリア学誌』に改題）がそれぞれ創刊されて学問分野としての制度化が進んだ。アッシリア学の発展は、それまで西洋古代史の研究が依拠していた古典古代の文献や旧約聖書に現れた不十分・不完全な知識・情報を補正するのに大きく貢献した。
しかしその後の研究の飛躍的進展により古代オリエントにおける楔形文字文化の研究を「アッシリア学」という単一の分野にまとめることはほとんど困難になり、現在ではシュメール学、アッカド・アッシリアを研究する（狭義の）アッシリア学、エラム学、フルリ学、ヒッタイト学、ウラルトゥ学、ウガリット学などに分化している。

## 関連文献
単行書
- 前田徹ほか 『歴史学の現在：古代オリエント』 山川出版社、2000年 ISBN 4634646005

「古代オリエント」と題されてはいるが、内容は「アッシリア学入門」そのものであり古代エジプトは扱われていない。
事典項目
- 杉勇 「アッシリア學」 『世界歴史事典』第1巻 平凡社、1956年
- 吉川守 「アッシリア学」 『世界大百科事典』第1巻 平凡社